# راکی گری
راکی گری (انگلیسی: Rocky Gray؛ زادهٔ ۲ ژوئیهٔ ۱۹۷۴) یک موسیقی‌دان اهل ایالات متحده آمریکا است.